# Sagartia albovirdis
Sagartia albovirdis is een zeeanemonensoort uit de familie Sagartiidae. De anemoon komt uit het geslacht Sagartia. Sagartia albovirdis werd in 1909 voor het eerst wetenschappelijk beschreven door Kirk & Stuckey. 